# Dibbehas
Dibbehas (auch Dippehas, Dippe Has oder Dippehaas) ist ein Schmorgericht aus Hasenfleisch aus der hessischen Küche, vor allem der rheinhessischen Küche. Zubereitet wird der Dibbehas aus kleinen Stücken vom gebeizten Junghasen, die im Backofen geschmort werden.
Der Begriff Dippehaas kommt vom rheinländischen Dippe für Topf und Haas für Hase, beziehungsweise vom mundartlichen dibbe für Topf, also eigentlich „Topfhase“.